# جيمس إي. كيلر
جيمس إي. كيلر (بالإنجليزية: James E. Keller)‏ هو محامي وقاضي أمريكي، ولد في 13 أغسطس 1942 في هارلان في الولايات المتحدة، وتوفي في 2 يونيو 2014 في ليكسينغتون في الولايات المتحدة.